# Valdštejnské slavnosti

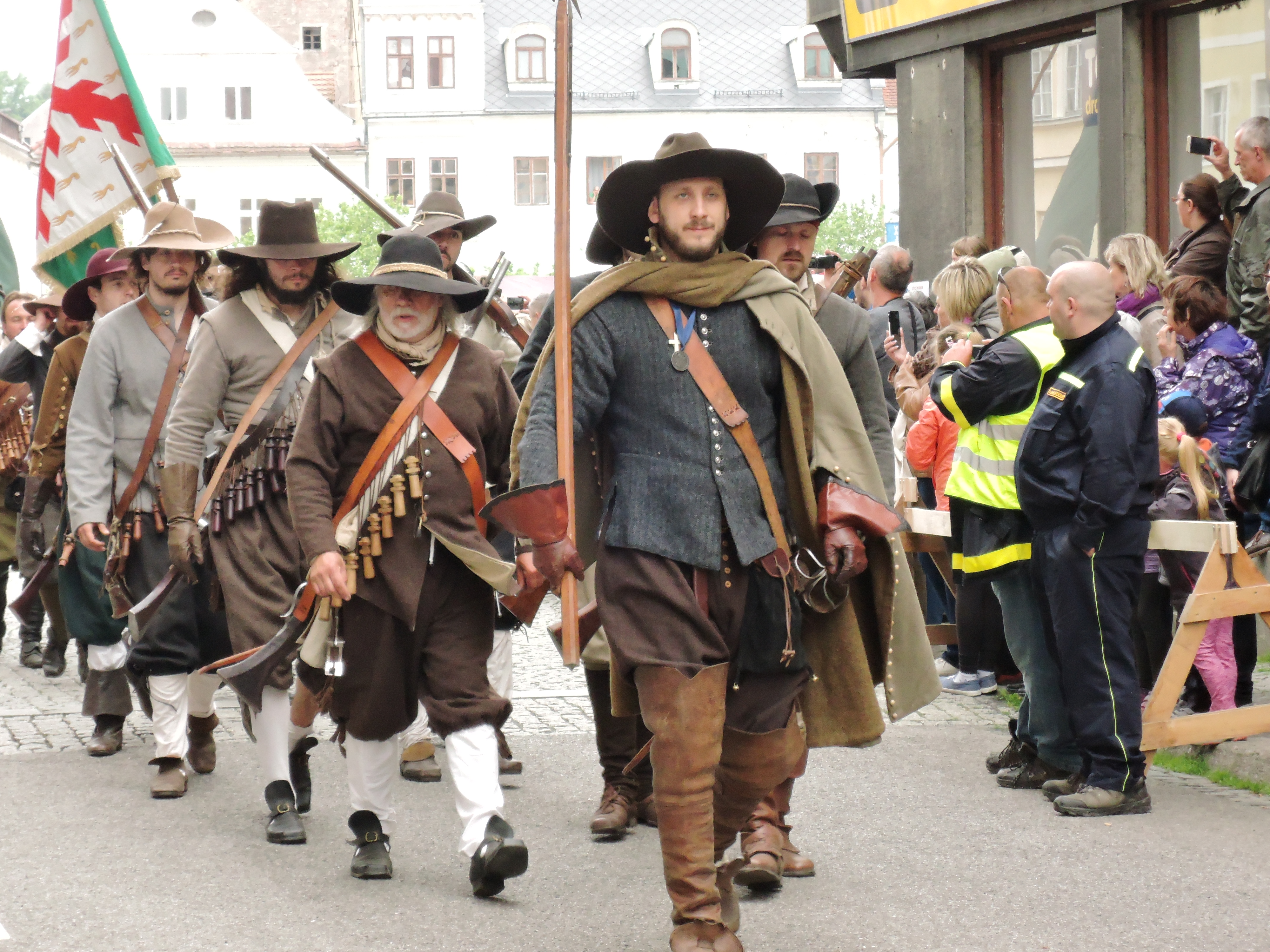
Průvod při Valdštejnských slavnostech roku 2017

Valdštejnské slavnosti jsou kulturní program konající se ve Frýdlantě, městě na severu České republiky, ve Frýdlantském výběžku Libereckého kraje. Navazují na oslavy z konce června 1934, které se tehdy konaly k připomínce třístého výročí zavraždění Albrechta z Valdštejna. K tomu došlo 25. února 1634. Jejich další ročník se uskutečnil až po šedesáti letech (roku 1994), pak hned následující rok a od té doby ve dvouletých periodách.

## Ročníky slavností

### 1934
První ročník Valdštejnských slavností se v roce 1934 uskutečnil po dobu jednoho týdne počínaje sobotou 23. června. Po dobu oslav byly vypraveny zvláštní vlaky, a to jak z československého Tanvaldu, tak ze zahraničí – z německých měst Žitava a Görlitz. Na začátku slavností proběhlo na ústředním frýdlantském náměstí odhalení bronzové Valdštejnovy sochy osazené doprostřed kašny. Skulpturu podle návrhu raspenavského sochaře Heinricha Scholze odlila pražská firma Barták. Do programu slavností patřily výstavy či průvody, a to jak pochodňové, tak valdštejnských ozbrojených jednotek.
Po druhé světové válce se roku 1947 plánoval prodej sochy do sběrných surovin. Tomu zabránil vedoucí frýdlantského městského muzea Václav Mráz, jenž sochu odkoupil a instaloval ji do muzejní expozice. Následně byla roku 1956 přenesena na dolní nádvoří místního zámku, odkud se během roku 2007 stěhovala zpět do města.

### 1994
Během oslav stého výročí položení základního kamene k radnice ve Frýdlantě se objevily úvahy o obnovení Valdštejnských slavností. K realizaci tento nápad došel roku 1994. Součástí oslav se stal například koncert pro krajany, přelety nad Frýdlantem nebo historický průvod skrz město.

### 1995
Další slavnosti se uskutečnily hned následující rok po oslavách předchozích. Součástí programu se stala též účast místního výběru v mezinárodní televizní soutěži Hry bez hranic.

### 1997
Následující oslavy se uskutečnily až za dva roky po slavnostech předchozích. Tento dvouletý cyklus je zachováván i v následujících letech. Naplánovaný program na rok 1997 zhatilo počasí a diváci spolu s účinkujícími museli nakonec před deštěm vyhledat úkryt pod střechou.

### 1999
Oslavy uspořádalo město společně s Kulturním sdružením Frýdlant a uskupením Bohém. Během programu vystoupilo 390 účinkujících a prvně vyrostlo dobové vojenské ležení. Dle odhadů se Valdštejnských slavností roku 1999 zúčastnilo 13 000 návštěvníků, z nichž někteří přijeli z Polska či Německa.

### 2001
Oproti předchozím slavnostem vzrostla návštěvnost, která se tento rok pohybovala ve výši 18 000 diváků. Ti oceňovali doprovodné programy oslav a v jejich průběhu mohli nakoupit v téměř stovce stánků.

### 2003
Roku 2003 program trval po dva dny. Začal slavnostní Valdštejnskou mší v hejnickém kostele Navštívení Panny Marie, ve kterém je také umístěn polní oltář používaný Albrechtem z Valdštejna. V závěru programu vystoupily na frýdlantském náměstí čtyři hudební skupiny.

### 2005
Součástí Valdštejnských slavností v roce 2005 byly čtyři tisíce bojovníků odpočívajících ve vojenském ležení zbudovaném na břehu řeky Smědé. Plné náměstí diváků sledovalo zahájení celého programu, úhrnem tisíc návštěvníků si nenechalo ujít módní přehlídku historických oděvů, šest set lidí sledovalo pochodňový průvod a plné náměstí obdivovalo ohňostroj. Bohoslužeb v kostele se zúčastnilo přes pět set návštěvníků. Celkově se programu ten rok zúčastnilo téměř 25 00 návštěvníků.

### 2007
Oslavy toho roku trvaly dva dny a i vlivem slunného počasí se navštívilo slavnosti úhrnem 32 000 návštěvníků.

### 2009
Toho roku se prvně souběžně s hlavním programem konaly též pořady pro dětské návštěvníky. Ty probíhaly na nádvoří místní radnice. Středem oslav se staly pořady probíhající na náměstí, ale patřily sem též večerní program konající se na frýdlantském zámku, jehož součástí byl pochodňový průvod a ohňostroj, dále mohli návštěvníci navštívit vojenské ležení, zhlédnout ukázky historických bitev či si u řemeslníků na tržnici nakoupit jejich výrobky. Celkový počet návštěvníků se pohyboval kolem 30 tisíc.

### 2011
V tomto roce se konaly jubilejní, desáté slavnosti. Cestu si na ně našlo celkem 30 000 diváků. Nejvíce se jich na zdejším náměstí tísnilo při pochodňovém průvodu a během ohňostroje.

### 2013
Roku 2013 probíhaly oslavy od pátku 17. do neděle 19. května. Program začal multižánrovým hudebním festivalem, na kterém vystoupily kapely z okolního regionu. Během sobotního programu si mohli návštěvníci prohlédnout vojenská ležení nebo se projít po tržišti, na němž své výrobky nabízeli řemeslníci v celkem 97 stáncích. V programu vystoupili také italští vlajkonoši, kteří předvádí své cviky s vlajkami za doprovodu bubnů. Sobotní večer vyplnil ohňostroj, po němž mohli návštěvníci zavítat do historické budovy radnice, jejíž prohlídku doprovodili umělci s šermířskými či tanečními výstupy. Před zinscenovanou bitvou požehnal válčícím vojákům litoměřický biskup Jan Baxant.

### 2015
Valdštejnské oslavy v roce 2015 probíhaly ve dnech 15. až 17. května. Návštěvníci si mohli prohlédnout interiéry kostela svatého Kříže, ve kterém se nachází rodinná hrobka šlechtického rodu Redernů. V neděli se v témže kostele od 18 hodin konala i slavnostní Valdštejnská mše. Místní železniční dopravce České dráhy posílil své sobotní a nedělní spoje do Frýdlantu o čtyři jednotky RegioSpider. Kulturní program se konal jak na frýdlantském náměstí T. G. Masaryka, tak také i na dalších místech ve městě. V sobotu večer například na náměstí vystoupila hudební skupina Mig 21. Zájemci si ale také mohli prohlédnout město a jeho okolí během noční vyhlídky z věže radnice nebo si prohlédnout zámek a pivovar. Na louce za Frýdlantem se konaly ukázky historické bitvy. V sobotu večer se navíc konal ohňový průvod, během něhož účastníci průvodu odění do dobových kostýmů nesli 400 zapálených loučí, a program ten den uzavřel ohňostroj.

### 2017

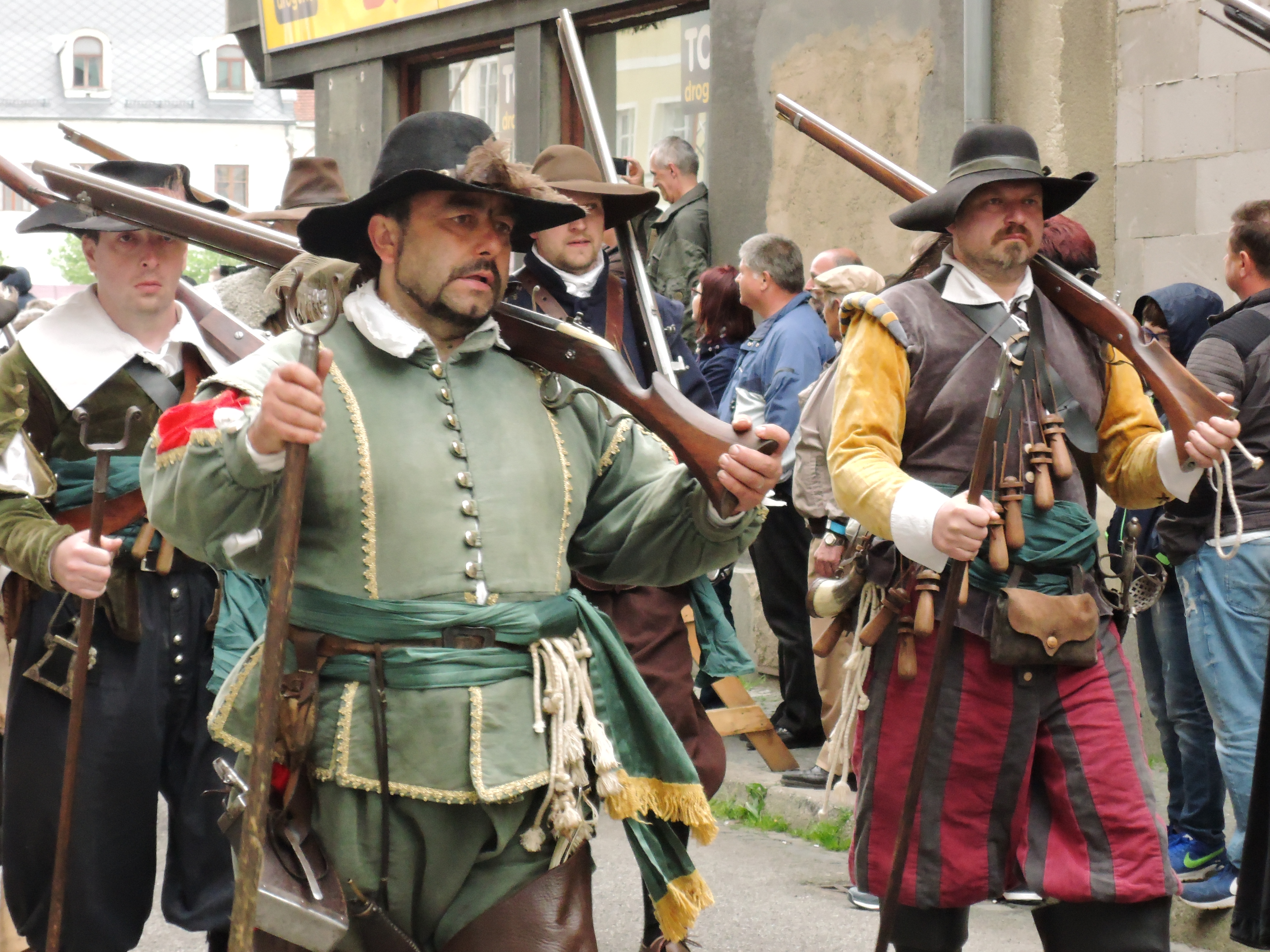
Momentka z Valdštejnských slavností 2017

Mezi 19. a 21. květnem se slavnosti uskutečnily v roce 2017. Prostřední den a rovněž i v neděli se konala rekonstrukce historické bitvy za účasti šesti set vojáků. Ve svém vystoupení se inspirovali událostí ze sedmnáctého století, kdy se utkala vojska Albrechta z Valdštejna proti armádě švédského království. Souboje se účastnily jak historické skupiny z České republiky, tak také ze zahraničí, a sice z Polska, Německa či Nizozemska. Mezi vystoupeními vojáci odpočívali v několika leženích, z nichž největší se nacházelo v městském parku, kde byl i lazaret, v němž o vojáky pečovali zástupci Českého červeného kříže.

### 2019
Oslavy se uskutečnily od 17. do 19. května. Vystoupili při nich pěvci Jakub Děkan a Aneta Langerová. Místní senioři otevřeli lazebnu, která sloužila k očistě těla. U příležitosti 85 let od prvních Valdštejnských slavností a současně čtvrtstoletí od jejich obnovení vydalo město barevnou publikaci, kterou na festivalu prodávalo. V počtu tisíce kusů byla též vydána pamětní mince s motivem Albrechta z Valdštejna.

### 2023
Další oslavy se uskutečnily až po čtyřech letech od předchozích, tedy v roce 2023. Konání slavnosti v roce 2021 znemožnila pandemie covid-19. Oslavy se uskutečnily třetí květnový víkend, tedy od 19. do 21. května 2023. První den vystoupila slovenská kapela No Name. Program po celou dobu probíhal pod dohledem Albrechta z Valdštejna jak na zámku, tak rovněž na náměstí T. G. Masaryka. V městském parku rozbili své ležení vojáci, kteří představili i lazaret a lazebnu. Poslední den oslav se vojáci představili při rekonstrukci historické bitvy.